# Бавуугийн Лхагвасурэн
Бавуугийн Лхагвасурэн (монг. Бавуугийн Лхагвасүрэн; 25 ноября 1944, Баян-Унжуул (ныне аймака Туве, Монголия) — 5 февраля 2019, Улан-Батор) — монгольский поэт, народный писатель Монголии, государственный и общественный деятель, заслуженный деятель культуры Монголии (1990), народный артист Монголии (2001). Лауреат Государственной премии Монгольской Народной Республики (1990). Герой Труда Монголии (2011).

## Биография
В 1963 году окончил техникум торговли в Улан-Баторе, затем в 1973 году — ВГИК в Москве.
В 1963 году Б.Лхагвасурен работал актёром, художником, помощником режиссёра, директором Государственного театра.
Сотрудник газеты «Литература», редактор Монгольского радио, профессор, преподавал курс по культуре Монголии (1990—1992).
Ведущий ток-шоу «Монгол тулгатны 100 эрхэм».
Член Союза писателей Монголии. Возглавлял Союз писателей. Был председателем комитета по культуре и искусству исполнительного агентства при правительстве в 2009—2012 годах.
В 1992—1995 годах — член монгольского парламента — Великого государственного хурала. Инициировал принятие ряда законов и постановлений в области культуры и искусства.

## Творчество
Дебютировал как прозаик в 1962 году. Автор сборников стихов, романов, драматических и исторических произведений, киносценариев.

## Избранные произведения
- «Тамгагүй төр» (Трагическая драма)
- «Атга нөж» (Драма, посвящена 800-летию создания Великой Монголии)
- «Бүлээн нурам»,
- «Араатан»,
- «Хүн чулууны нулимс»,
- «Бор манан» (киносценарий)

## Награды
- Герой Труда Монголии (2011)
- Заслуженный деятель культуры Монголии (1990)
- Народный артист Монголии (2001)
- Доктор философии Аризонского университета (1992).